# Джей Литал
Джама́р Ши́пман (англ. Jamar Shipman, род. 29 апреля 1985, Элизабет, Нью-Джерси), более известный под именем Джей Ли́тал (англ. Jay Lethal) — американский рестлер, в настоящее время выступающий в All Elite Wrestling (AEW).
Литал является двукратным чемпионом мира ROH и рекордсменом по количеству дней пребывания в этом качестве за всю историю компании. Он также является рекордсменрм по количеству дней пребывания в качестве телевизионного чемпиона мира ROH, владея титулом 567 дней, и единственным человеком, владевший мировым и телевизионным чемпонством одновременно. Также он бывший командный чемпион мира ROH вместе с Джонатаном Грешемом. Литал признан чемпионом Большого шлема ROH и является единственным человеком, владевшим титулами чемпиона мира ROH, командного чемпиона мира, телевизионного чемпиона мира и чистого чемпиона. В 2020 году он был выбран Ring of Honor рестлером десятилетия (2010-е годы).
Он также известен своей работой в Total Nonstop Action Wrestling (TNA), где он был шестикратным чемпионом икс-дивизиона TNA и бывшим командным чемпионом мира TNA с Последствием Кридом. В ROH и TNA (ныне Impact Wrestling) Литал выиграл в общей сложности 13 титулов.

## Ранняя жизнь
Джамар Шипман родился 29 апреля 1985 года в Элизабет, Нью-Джерси. Он средний ребёнок в семье Рональда и Ширли Шипман, у него два брата и две сестры. В июле 2001 года, в возрасте 16 лет, Шипман выиграл конкурс, проводимый Jersey All Pro Wrestling (JAPW), по условиям которого победитель получал право на пожизненное бесплатное обучение в школе рестлинга JAPW. Он провел там шесть месяцев, по окончании которых школа закрылась. Затем он начал тренироваться под руководством выпускников Extreme Championship Wrestling (ECW) Майки Уипврека и Дэна Маффа.

## Титулы и достижения

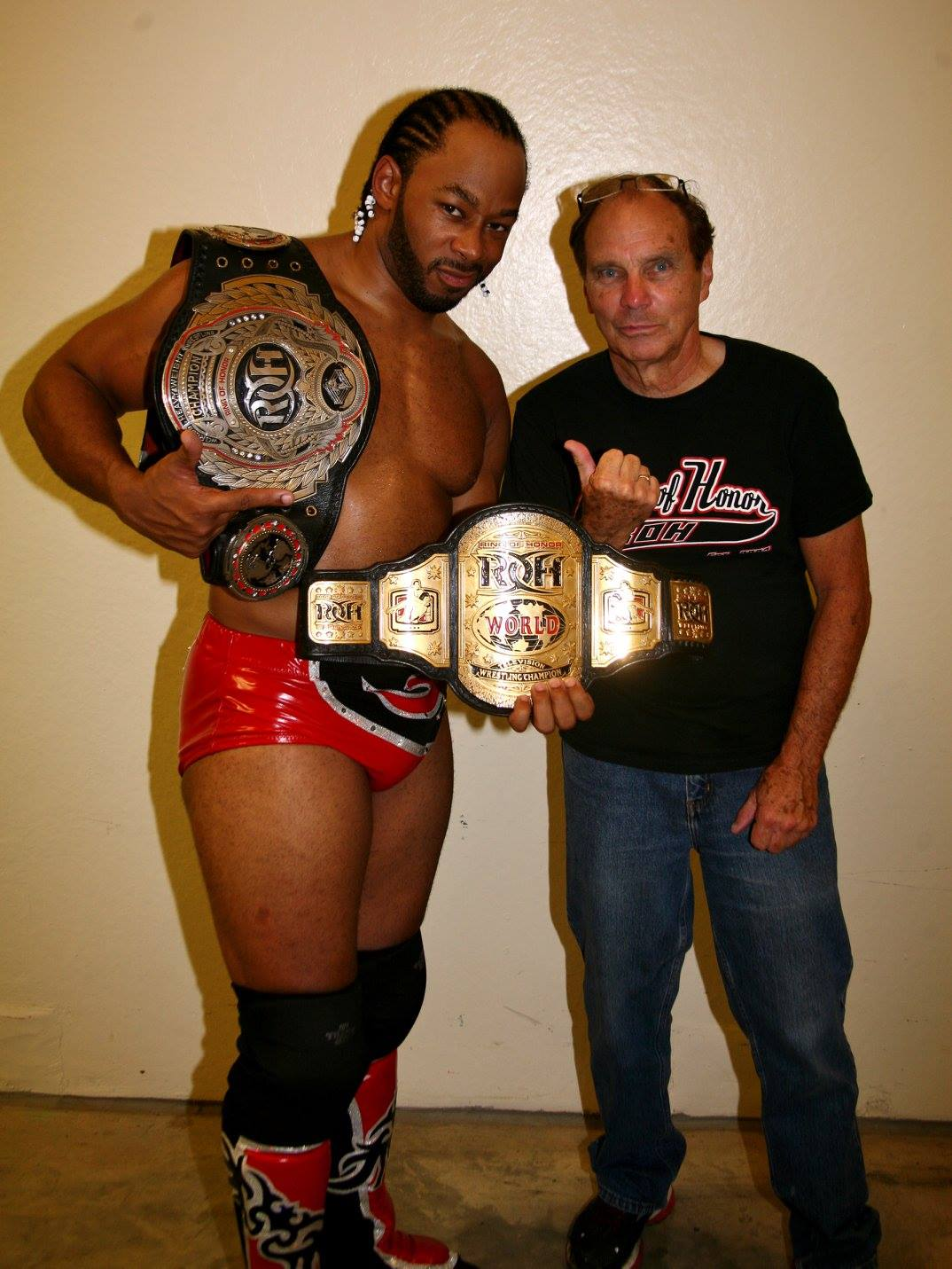
Литал является двукратным телевизионным чемпионом ROH (в левой руке) и двукратным чемпионом мира ROH (на плече)

- American Championship Entertainment
  - Командный чемпион ACE (1 раз) — с Мо Секстоном[3]
- Big Time Wrestling
  - Чемпион BTW в тяжёлом весе (1 раз)[4]
- Champion Wrestling Association (Puerto Rico)
  - Чемпион мира CWA (1 раз)
- Family Wrestling Entertainment
  - Чемпион FWE в тяжёлом весе (1 раз)[5][6]
  - Чемпион FWE в трёх городов (1 раз)[5][7]
  - FWE Rumble (2012)[6]
- International High Powered Wrestling
  - Чемпионат IHPW в алмазном дивизионе (1 раз)[8]
  - Чемпион IHPW в тяжёлом весе (1 раз)[3]
- Jersey All Pro Wrestling
  - Чемпион JAPW в тяжёлом весе (2 раза)[9]
  - Чемпион JAPW в полутяжёлом весе (1 раз)[10]
  - Командный чемпион JAPW (1 раз)[11] — с Азриалом
  - Телевизионный чемпион JAPW (1 раз)[12]
  - Jersey City Rumble (2009)[13]
- Jersey Championship Wrestling
  - Чемпион JCW в полутяжёлом весе (1 раз)[14]
  - Телевизионный чемпион JCW (1 раз)[15]
  - Jersey J-Cup (2003)[16]
- Millennium Wrestling Federation
  - Телевизионный чемпион MWF (1 раз)[3]
- National Wrestling Alliance Upstate
  - Upstate 8 Tag Team Tournament (2004) — с Азриалом[17]
- National Wrestling Superstars
  - WSU/NWS King and Queen of the Ring (2009) — с Мисс Эйприл[18]
- Politically Incorrect Wrestling
  - Чемпион мира PIW (1 раз)[19]
- Prairie Wrestling Alliance
  - Чемпион PWA (1 раз)[20]
- Pro-Wrestling ELITE
  - Междуштатный чемпион PWE (1 раз)[8]
- Pro Wrestling Illustrated
  - № 5 в топ 500 рестлеров в рейтинге PWI 500 в 2016[21]
- Ring of Honor
  - Чистый чемпион ROH (1 раз)[22]
  - Чемпион мира ROH (2 раза)[23]
  - Командный чемпион мира ROH (1 раз) — с Джонатаном Грешемом
  - Телевизионный чемпион мира ROH (2 раза)[24][25]
  - Honor Rumble (2011)[26]
  - Survival of the Fittest (2012)[27]
  - Третий чемпион Тройной короны
  - Третий чемпион Большого шлема
  - Рестлер десятилетия ROH (2010-е годы)[28]
  - Награда по итогам года ROH:
    - Рестлер года (2018)[29]
    - Вражда года (2017) против Сайласа Янга
    - Команда года (2020) с Джонатаном Грешемом[30]
    - Матч года (2019) против Марти Скёрлла и Мэтта Тейвена на G1 Supercard[31]
- Southside Wrestling Entertainment
  - Чемпионат Speed King SWE (1 раз)[32]
  - Speed King (2013)[32]
- Stars & Stripes Championship Wrestling
  - Чемпион Кубка Традиций (1 раз)
- Total Nonstop Action Wrestling
  - Командный чемпион мира TNA (1 раз) — с Последствиями Кридом[33]
  - Чемпион икс-дивизиона TNA (6 раз)[34]
  - Feast or Fired (2008 — контракт на командное чемпионство мира)[35]
  - World X Cup (2006) — с Крисом Сейбином, Сонджеем Даттом и Алексом Шелли[36]
  - Награды по итогам года TNA (1 раз)
    - Рестлер года в икс-дивизионе (2007)[37]
- United Wrestling Coalition
  - Чемпион Соединённых Штатов UWC (1 раз)
- Unreal Championship Wrestling
  - Чемпион Соединённых Штатов UCW в тяжёлом весе (1 раз)[3]
  - Чемпион мира UCW в тяжёлом весе (1 раз)[3]
- Wrestlezone Scotland
  - Командный чемпион Wrestlezone (1 раз) — со Скотти Свифтом[38]
- Wrestling Observer Newsletter
  - Худший матч года (2006) TNA Reverse Battle Royal на Impact![39]